# سکورونیتسه
سکورونیتسه (به لاتین: Skoronice) یک منطقهٔ مسکونی در جمهوری چک است که در ناحیه هودونین واقع شده‌است. سکورونیتسه ۵٫۴۲ کیلومتر مربع مساحت و ۵۳۲ نفر جمعیت دارد و ۱۹۲ متر بالاتر از سطح دریا واقع شده‌است.